# Mora Fuentes
José Luis Mora Fuentes (Valência, Espanha, 9 de outubro de 1951 — São Paulo, Brasil, 13 de Junho de 2009), mais conhecido como Mora Fuentes, foi um escritor, artista plástico e jornalista espanhol radicado no Brasil. 

## Carreira
Mora Fuentes mudou-se para o Brasil em 1953. Em 1998, roteirizou Matamoros e Tadeu, de Hilda Hilst, ano em que passou a colaborar com ela. Após a morte da escritora, presidiu o Instituto Hilda Hilst - Centro de Estudos Casa do Sol.
Mesmo nas artes plásticas, não se afastou da literatura. Desenvolveu, sozinho ou em parceria, capas para os livros Ficções, Tu não Te Moves de Ti, A Obscena Senhora D e Rútilo Nada, de Hilda Hilst. Trabalhou também com Mauricio de Sousa, elaborando roteiros para as histórias da Turma da Mônica.
Recebeu os prêmios Governador do Estado de São Paulo e APCA.

## Obra
- O Cordeiro da Casa (contos, 1975)
- Fábula de um Rumo (contos, 1985)
- A Ilha Vazia (infantil, 1999)
- Sol no Quarto Principal (novela, 1999).